# Bitxevi
Bitxevi - Бичевый (rus) és un possiólok del krai de Krasnodar, a Rússia. Es troba a la vora esquerra del riu Betxévaia, que desemboca en el Sossika, afluent del Ieia, a 16 km al sud-est de Leningràdskaia i a 140 km al nord-est de Krasnodar.
Pertanyen a aquest possiólok els possiolki de Burdatski, Smeli, Trudovoi i Utro.